# Stockholm Pride
Stockholm Pride, Pridefestivalen, är en årligen återkommande festival i Stockholm som främst riktar sig till HBTQ+-personer (homo- och bisexuella, transpersoner och queera m.m.). Den har hållits sedan 1998 och äger normalt rum vecka 31, vilken brukar infalla i månadsskiftet juli/augusti. Under festivalveckan pågår aktiviteter i hela Stockholm.
Festivalen och en stor del av dess innehåll arrangeras av Föreningen Stockholm Pride, ofta i samarbete med andra organisationer.

## Beskrivning
På Pride House hålls bland annat föreläsningar, workshops, debatter, musik- och teaterframträdanden, konstutställningar och liknande.
I Pride Park hittar man en mångfald utställare, intresseorganisationer, politiska partier, företag och så vidare, samt aktiviteter av olika slag och ett omfattande scenprogram.
Pride City samlar olika aktiviteter som är utspridda i hela länet. Men också andra aktiviteter där bland annat gallerior gett utrymme för utställningar, information och aktiviteter relaterat till HBTQ+ för allmänheten mm.
Pride Parade är för många festivalens höjdpunkt och inträffar på lördagen under festivalveckan. Stockholm Pride Parade är Skandinaviens största Prideparad och har blivit Stockholms största folkfest och går genom centrala staden. Paraden har över 50 000 deltagare och runt 500 000 åskådare bestående av stockholmare och turister från hela världen. Alla slags människor deltar; HBTQ-are och sympatisörer, unga och gamla, funktionshindrade och elitidrottare. Den gemensamma nämnaren är glädjen och människosynen - alla människors lika värde.

## Historik
Pridefestivalen firas på flera platser världen över, till minne av polisprovocerade upplopp bland homosexuella i New York sommaren 1969, som gått till historien som händelserna på Stonewall Inn. I Sverige hålls den första pride-demonstrationen i Örebro den 15 maj 1971 av lokal förening (Gay Power Club) där ett av kraven var "att två av samma kön skall få gifta sig med varandra". RFSL Stockholm, Lesbisk Front, Homosexuella socialister och RFSU anordnade den 3 september 1977 Homosexuella frigörelsedagen och året därpå anordnades en manifestation med samma namn.

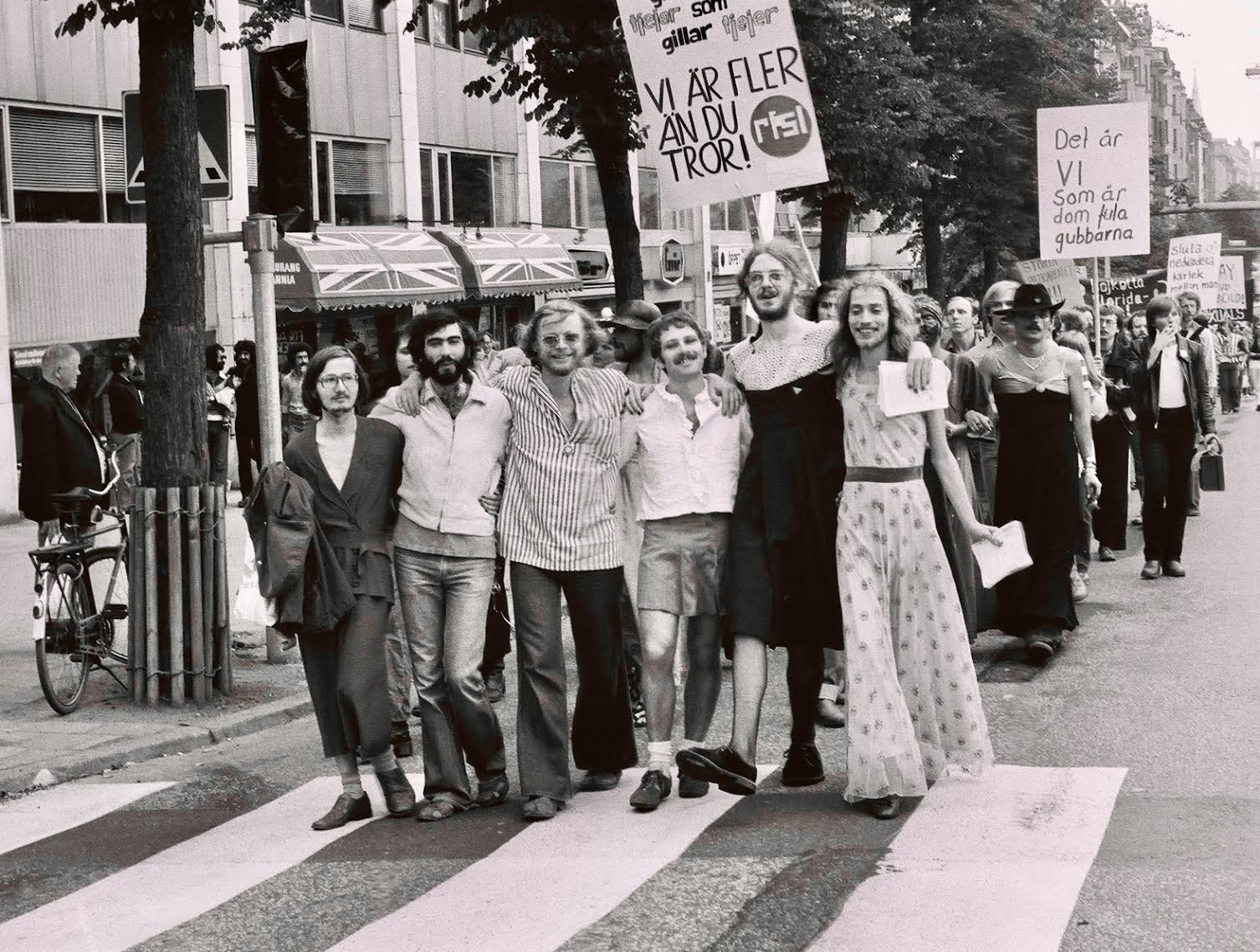
Demonstrationen från Kungsträdgården till Vasaparken i Stockholm under Frigörelsedagen 1977.

 Från 1979 blev namnet  Homosexuella frigörelseveckan, vilken senare bytte namn till homoveckan, och övergick under 1980-talet till att bli en bredare folkfest.

I Europa startades Europride som firades i olika länder varje år. 1998 firades Europride i Stockholm och året efter fortsatte man med ett liknande arrangemang lokalt, under benämningen Stockholm Pride, som sedan dess vuxit i omfattning år efter år. År 2008 var Stockholm Pride värd för EuroPride en andra gång och år 2018 för tredje gången.

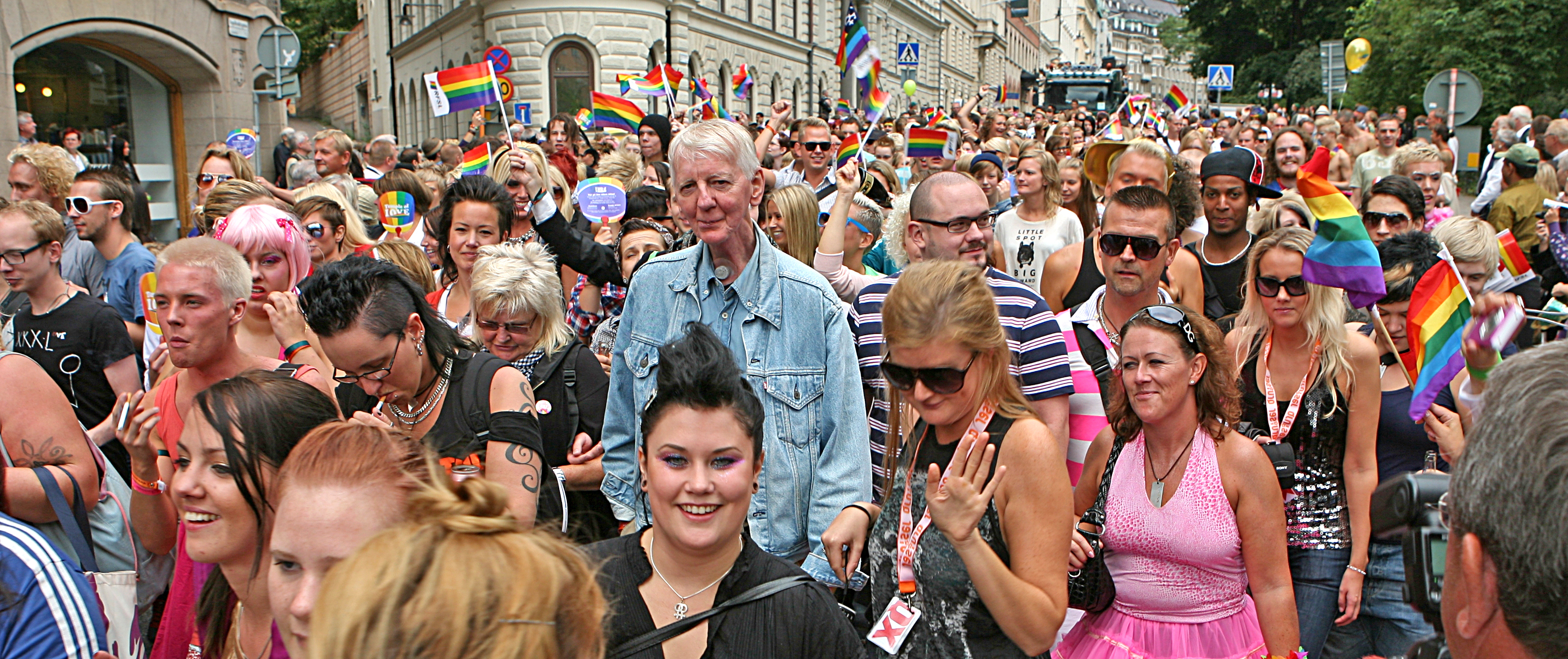
Prideparaden genom Stockholm 2009.

Under Stockholm Pride har det blivit allt viktigare för de politiska partierna att synas. Samtliga riksdagspartier utom Sverigedemokraterna har deltagit. Stockholm Pride har på årsmötet 2014 beslutat att Sverigedemokraterna inte är välkomna på Stockholm Pride. Dessutom har allt fler intresseorganisationer, myndigheter och fackförbund valt att deltaga, både med utställningar, seminarier och i det stora avslutande paradtåget. I det avslutande Pride Parade under 2014 var det extra mycket politiskt deltagande från respektive partier, då kommun-, landstings- och riksdagsval infaller en månad senare. För första gången någonsin deltog en svensk statsminister i prideparaden – Fredrik Reinfeldt.

## Motgångar
Genom åren har festivalen gått igenom både kriser och konflikter. Under tidigt 2000-tal reagerade vissa i hbt-rörelsen på att Stockholm Pride blivit för kommersiellt och arrangerade under ett par år motfestivalen Stockholm Shame.
Under 2003 års festival angrep den högerextremistiska organisationen Nationaldemokratisk Ungdom prideparaden, se priderättegången. Det var dock inte första gången. Tidigare manifestationer mot pridefirandet, framförallt från enstaka kristna grupperingar, har varit i form av demonstrationer. 
År 2011 riskerade festivalen av att gå i konkurs efter att ha haft fritt inträde för alla besökare till festivalsområdet i Kungsträdgården.
År 2016 infiltrerade vänsteranarkister tillhörande det ”rosa-svarta blocket” Prideparaden i syfte att propagera för sin egen sak.
År 2017 lämnade psykologen Haydar Adelson ordförandeskapet för Stockholm Pride och Euro Pride 2018 i protest mot att styrelsen för Stockholm Pride inte polisanmält en hög chef inom HBTQ-rörelsen som anklagas för sexköp av en minderårig.
År 2020 blev festivalen inställd på grund av Coronavirusutbrottet 2019–2021 och ersattes istället av ett elektroniskt evenemang.

## Delar

### Pride House
Pride House gick 2011 under benämningen Pride Sergel, men bytte sedan tillbaka till sitt ursprungliga namn. Fokus ligger på seminarier, paneldebatter, workshops, film och teater om HBTQ-frågor.
Under vissa år sedan 2004 har det funnits en scen på Pride House för uppträdanden av svenska och internationella queerartister. År 2006 hölls världens första partiledardebatt om hbtq-frågor på Pride House.

#### Lokal och invigningstalare för Pride House
- 1999 – Södra teatern
- 2002 - Mariaskolan. Invigningstalare skådespelaren Rikard Wolff och LO:s ordförande Wanja Lundby-Wedin[8]
- 2003 – Medborgarhuset. Invigningstalare Fredrik Reinfeldt, ordförande för Moderaterna.
- 2004 – Medborgarhuset. Invigningstalare Caroline Krook, biskop.
- 2005 – Mariaskolan. Invigningstalare Sahar Mosleh, FHOBIT och Unga rörelsehindade.
- 2006 – Mariaskolan. Invigningstalare Tiina Rosenberg, professor i genusvetenskap.
- 2007 – Södra teatern. Invigningstalare Elias Johansson, före detta ungdomselitidrottare.
- 2008 – Kulturhuset och Stadsteatern. Invigningstalare Birgitta Stenberg, författare.
- 2009 – Kulturhuset och Stadsteatern. Invigningstalare Gunilla Edemo[9]
- 2010 – Kulturhuset och Stadsteatern. Invigningstalare Suzanne Osten, dramatiker, och Gunilla Röör, skådespelare.
- 2011 – Kulturhuset och Stadsteatern. Invigningstalare Thomas Beatie, Anna Mohr och Kjell Rindar.[10]
- 2012 – Kulturhuset och Stadsteatern. Invigningstalare Mona Sahlin, politiker för Socialdemokraterna och Birgitta Ohlsson, politiker för Folkpartiet.[11]
- 2013 – Kulturhuset och Stadsteatern. Invigningstalare Birgitta Stenberg och Alexander Bard.[12]
- 2014 – Kulturhuset och Stadsteatern. Invigningstalare Nadja Karlsson.[13]
- 2015 – Kulturhuset och Stadsteatern. Invigningstalare Jason Diakité.[14]
- 2016 – Kulturhuset och Stadsteatern.
- 2017 – Kulturhuset och Stadsteatern.
- 2018 – Kulturhuset och Stadsteatern.
- 2019 – Clarion Hotel Stockholm. Invigningstalare Paloma Halén Roman, Åsa Lindhagen
- 2020 - Elektroniskt under Stockholm Pride Summer Stream. Inviningstal av Kronprinsessan Viktoria.[15]
- 2021 – Södra teatern. Invigningstalare Alice Bah Kuhnke och RFSL Newcomers.
- 2022 – Clarion Hotel Stockholm. Invigningstalare är Hans Linde, förbundsordförande på RFSU.
- 2023 – Clarion Hotel Stockholm. Invigningstalare är Helena Westin och Elias Fjellander, förbundsordförande RFSL-Ungdom.[16]
- 2024 - Clarion Hotel Sign. Invigningstal av Sara Mohammad grundare av föreningen Glöm aldrig Pela och Fadime.[17]
- 2025 - Clarion Hotel Sign. Invigningstal av Klara Lindskoug hockeymålvakt och Peter Sidlund Ponkala ordförande för RFSL.[18]

### Pride Park

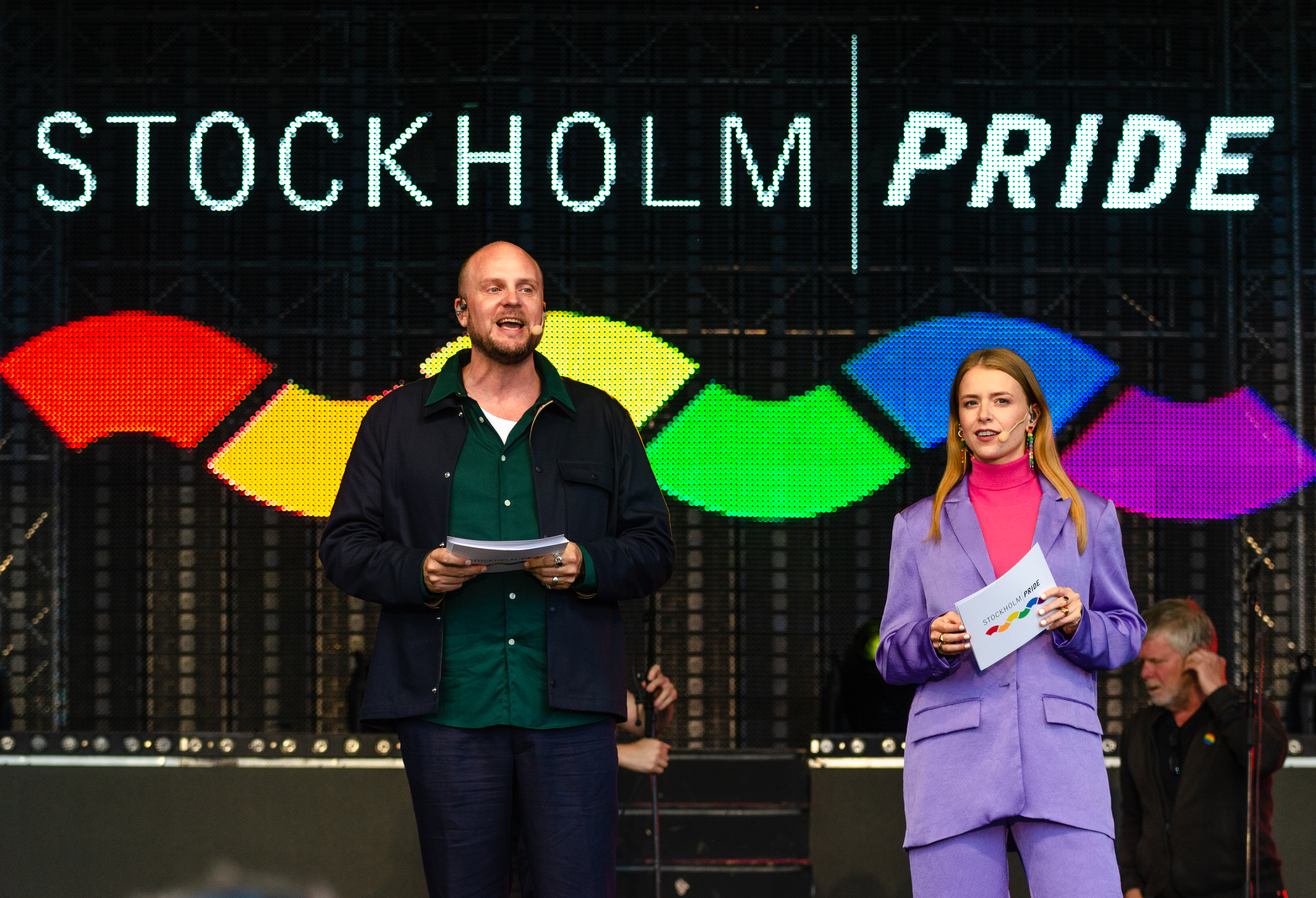
Emil Almén och Clara Henry leder invigningskvällen i Pride Park för Stockholm Pride 2023.

Pride Park är ett avgränsat festivalområde som åren 1998 till 2009 låg i Tantolunden och år 2010 var förlagd till området framför  Sjöhistoriska museet på Ladugårdsgärde. År 2011 flyttade Pride till Kungsträdgården och gjorde samtidigt en satsning som bland annat inkluderade fritt inträde. Året därpå, 2012, flyttade Pride Park tillbaka till Tantolunden och tog återigen inträde. Sedan 2013 har Pride Park varit förlagt på Östermalms IP. I Pride Park finns scener, företags- och föreningstält, öltält och andra arrangemang. Bland annat har det blivit tradition att bjuda in kända Melodifestivals- och eurovisionsstjärnor under torsdagen på den så kallade schlagerkvällen.

### Pride Parade

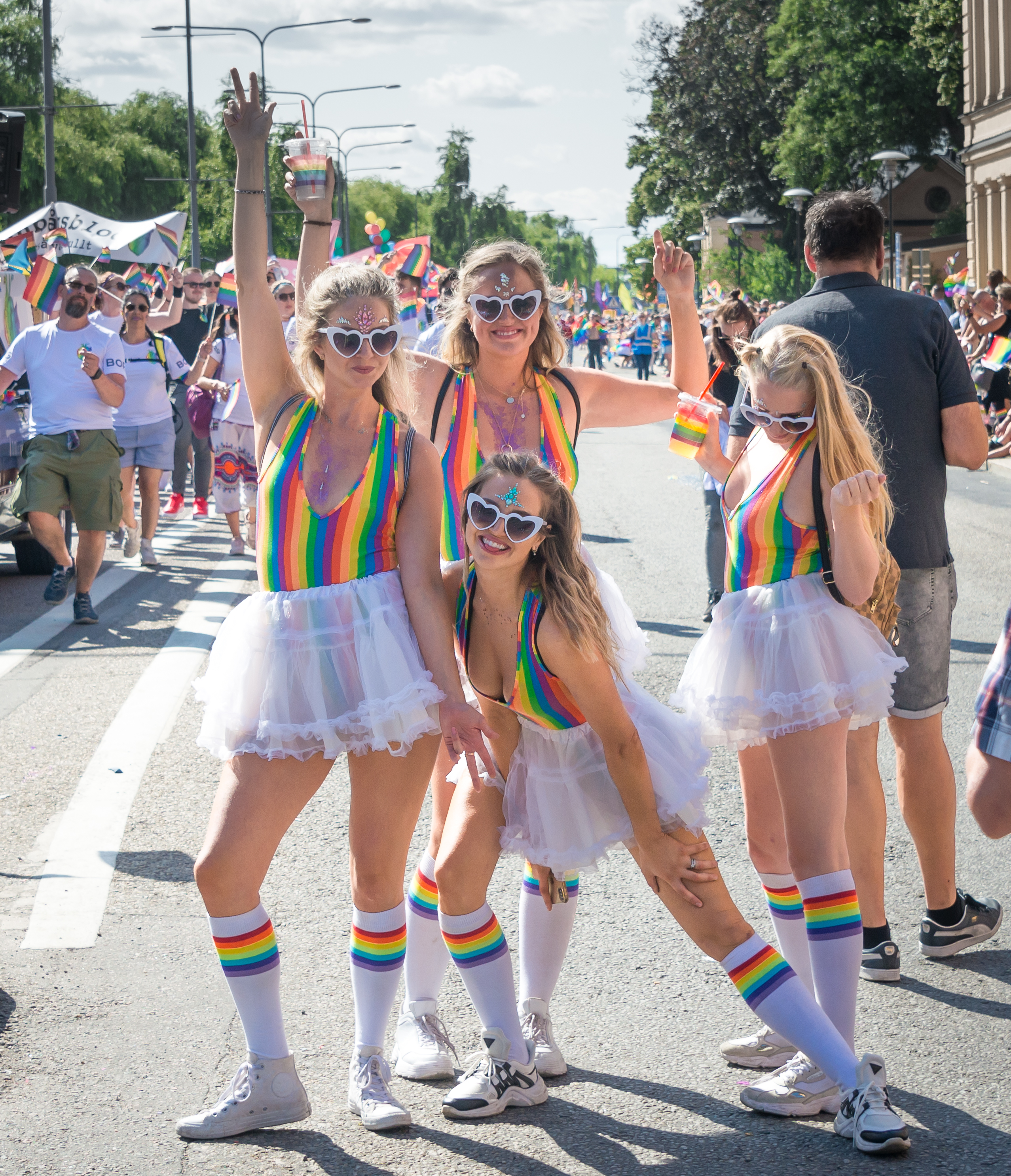
Pride Girls under Prideparaden 2019.

Paraden genom Stockholms gator startar årligen från en central plats i innerstan klockan 13. Det brukar ta drygt tre timmar innan de sista deltagarna har anlänt till slutmålet som är Östermalms IP. Något som bidrar till mångfalden är att deltagarna i tåget är allt ifrån enskilda till organisationer, företag, föreningar och politiska partier som stödjer HBTQ+-rörelsen. En forskarundersökning från 2014 visade att mindre än en procent av deltagarna röstade på Sverigedemokraterna eller Kristdemokraterna. Sex av tio deltagare var kvinnor, och lite mindre än hälften var heterosexuella. Åtta av tio var födda i Sverige, och var tredje tog ett spontanbeslut att ansluta i tåget.

## Teman och invigningstalare för Stockholm Pride
På senare år har varje festival fått ett tema, kring vilket många av festivalens arrangemang kretsar.
- 1998 – (EuroPride) - Unity Through Diversity
- 1999 – invigningstal av den enda öppet homosexuella riksdagsledamoten Tasso Stafilidis, initiativtagare till bildandet av riksdagens HBT-Grupp.
- 2000 –
- 2001 – Tema: Fy fan vad äckligt! (annonskampanj med heteronormativa motiv med texter som brukar användas om homosexuella), invigningstal av Wanja Lundby-Wedin.
- 2002 –
- 2003 – Tema: Vem stängde hans garderobsdörr? (även HBT-personer har varit barn), invigningstal av moderatledaren Fredrik Reinfeldt.
- 2004 – Tema: Vigsel och kärlek, invigningstal av biskop Caroline Krook.
- 2005 – Tema: Hatbrott och homofobi, invigningstal av Stockholms länspolismästare Carin Götblad.
- 2006 – Tema: Pride behöver lite mer av alla, invigningstal av Jan Guillou och Amelia Adamo.
- 2007 – Tema: Sport och idrott, invigningstal av Glenn Hysén och Lena Adelsohn Liljeroth.
- 2008 – (EuroPride) - Swedish Sin – Breaking Borders, invigningstal av professor Tiina Rosenberg, EU-minister Cecilia Malmström och prins Manvendra Singh Gohil.
- 2009 – Tema: Hetero, invigningstal av Sandra Dahlén och Magnus Betnér.
- 2010 – Tema: Makt, invigningstal av folkvettsexperten Magdalena Ribbing och Socialstyrelsens generaldirektör Lars-Erik Holm.
- 2011 – Tema: Öppenhet, invigningstal av "den gravida mannen" Thomas Beatie, Anna Mohr och Kjell Rindar.
- 2012 – Tema: Tillsammans, invigningstal av Mona Sahlin och Birgitta Ohlsson.
- 2013 – Tema: Familjen, invigningstal av Birgitta Stenberg och Alexander Bard
- 2014 – Tema: Vardag, invigningstal av historikern och transaktivisten Nadja Karlsson
- 2015 – Tema: Gör slut! Invigningstal av artisten Jason "Timbuktu" Diakité
- 2016 – Tema: Vem bestämmer? Invigningstal av Siavosh Derakhti
- 2017 – Tema: Redo för nästa steg! Invigninstal av Aleksa Lundberg
- 2018 – (EuroPride) - Two Cities, One Festival - for a United Europe, open to the world (gemensam festival med West Pride). Invigningstal av Anja Pärson och Pia Sundhage
- 2019 – Tema: Vi behövs Invigningstal av Jon Voss och Stacy Lentz
- 2020 – Tema: saknades, men den elektroniska festivalen Stockholm Pride Summer Stream arrangerades. Invigningstal av Deidre Palacios, förbundsordförande RFSL, samt Black Lives Matter Sweden. Pride Parade invigdes av kronprinsessan Victoria.
- 2021 – Tema: Nyckeln till Frihet Invigningstal av RFSL Newcomers och Alice Bah Kuhnke. Pride House invigdes av RFSL Ungdoms förbundsordförande Jêran Rostam och Transammans förbundsordförande Ann-Christine Ruuth. Pride Parade öppnades av Lina Axelsson-Kihlbom.
- 2022 – Tema: Dags att bekänna färg Invigningstal av Hans Linde, förbundsordförande på RFSU, och Loui Sand, handbollsproffs.
- 2023 - Tema: Fira Mångfalden Invigningstal av talman Andreas Norlén samt dragqueens Lillan och Tjorven.
- 2024 - Tema: Starkare Tillsammans. Invigningstal av förbundsordförande för Transammans Signe Krantz och snickaren Lee Christiernsson [22]
- 2025 - Inget officiellt tema. Invigningstal av ärkebiskop Martin Modéus.[23]

## Pride Anthem
Pride-låten är en låt som varje år väljs ut att representera Stockholm Pride.
- 2001 – Jonas Hedqvist – I am What I am
- 2002 – Christer Björkman, Rickard Engfors och Shirley Clamp – La Vie (This is My Life)
- 2003 – Alcazar – Someday
- 2004 – Nina & Kim – Universe Of Love
- 2005 – Leana – Dance With A Stranger
- 2006 – After Dark featuring Stockholms Gaykör – Kom Ut! (Go West!)
- 2007 – 6 am feat. Cissi Ramsby – I'm Gay
- 2008 – BWO – The Bells Of Freedom (även officiell EuroPride-låt)
- 2009 – Marit Bergman – Casey, Hold On
- 2010 – Ankie Bagger och "Bonde-Peter" Gustafsson – Secret Weapon
- 2011 – Straight Up – Show The World Tonight (med b-sidorna NEO – Toxicated Love och Miss Brandi Russell – Leather And Lace)
- 2012 – Lena Philipsson – Du Följer Väl Med?
- 2013 – Janet Leon – New Colours
- 2014 – Ola Salo feat. Kleerup – I Got You
- 2015 – Mariette – My Revolution, Dildorado och Peter Englund – United fruit[24]
- 2016 – Evelina Olsén – Kärleken är vi
- 2017 – Tone Sekelius – One More in the Crowd
- 2018 – Alcazar – In the Name of Love (även officiell EuroPride-låt)
- 2019 – Daniel Mauricio – When We Are Free
- 2020 – Magnus Carlsson – My Freedom
- 2021 – Devotion – Fabulous
- 2022 – Johan Huumonen – Dancing on a rainbow
- 2023 – Petra Marklund – Ocean of Love
- 2024 - Tove Jaarnek - Pride
- 2025 - Peter Jöback - Spectrum of love

## Ordförande
- 1998–2000: Tony Irving
- 2000: Maria Sjödin
- 2000–2002: Mats Nordström
- 2002–2004: Anders Selin
- 2004–2005: Håkan Steenberg
- 2005–2007: Ulrika Westerlund
- 2007–2008: Sofia Sjöö
- 2008–2009: Jonah Nylund
- 2009–2010: Claes Nyberg
- 2010–2012: Pär Viktorsson Harrby
- 2012–2014: Peter Rimsby
- 2014–2016: Sandra Ehne
- 2016–2017: Christian Valtersson
- 2017: Haydar Adelsohn
- 2017–2019: Britta Davidson
- 2019–2022: Vix Herjeryd
- 2022-2024: Fredrik Saweståhl
- 2024-.... Michal Budryk

## Galleri (politiker i Prideparaden 2014)

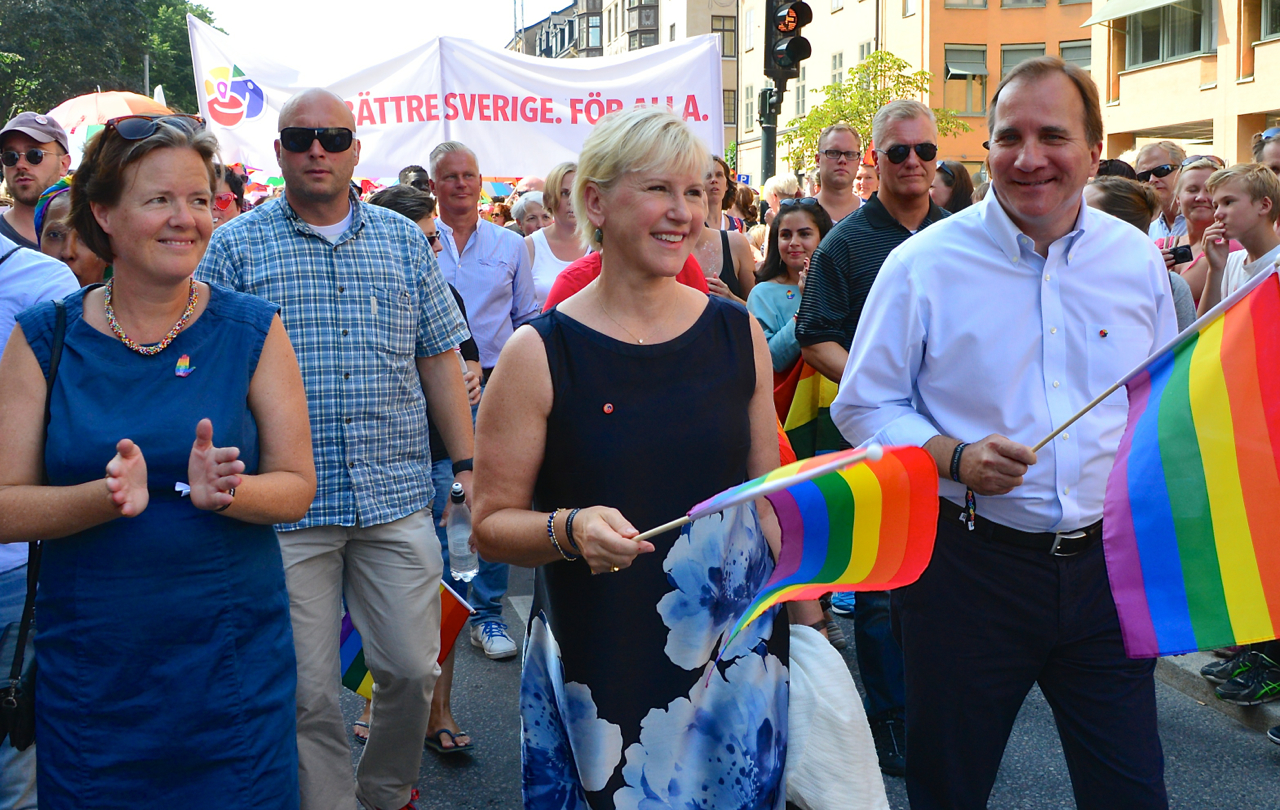
Socialdemokraterna. Från vänster Carin Jämtin, Margot Wallström, Stefan Löfven.
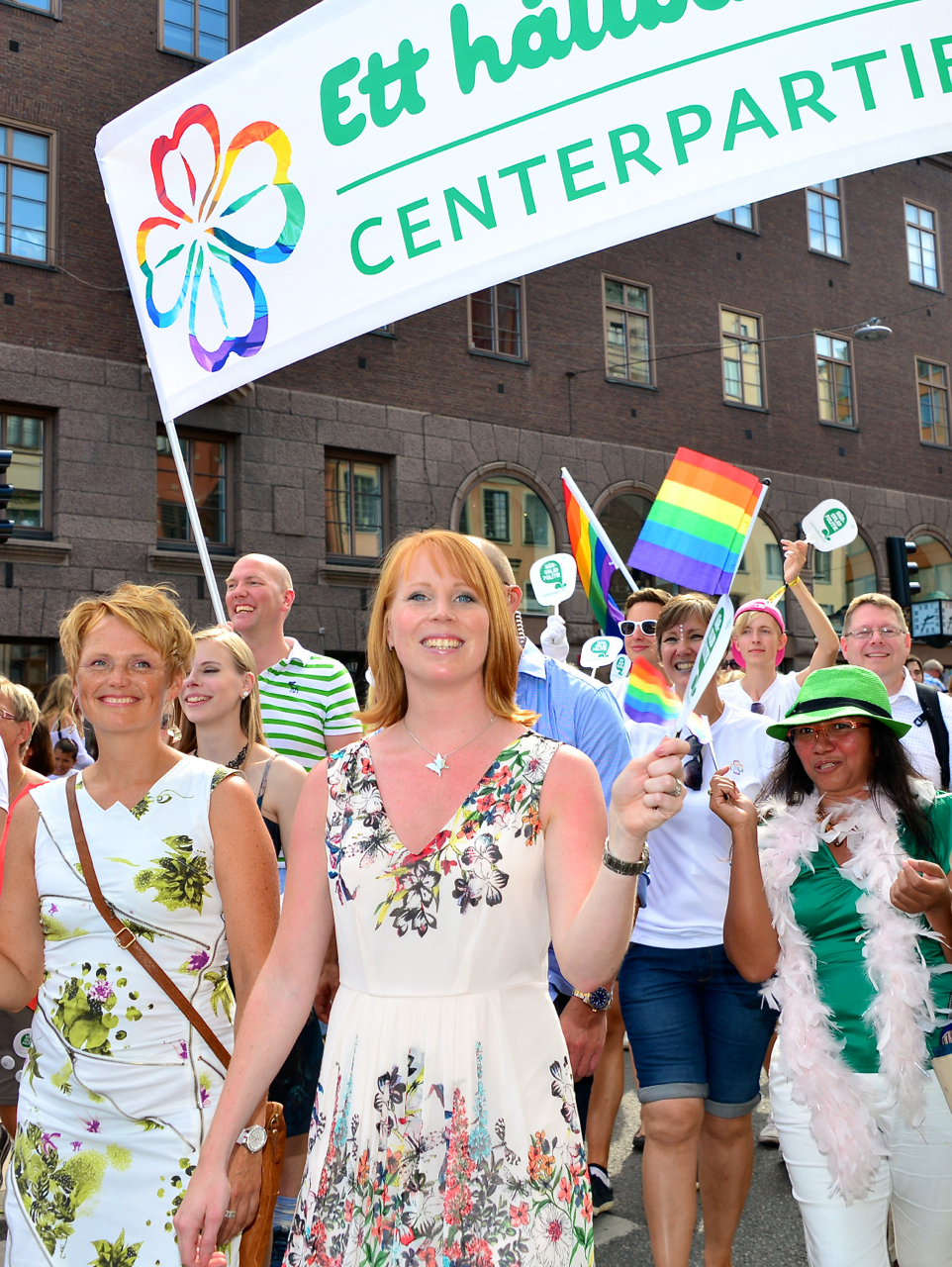
Centerpartiet. Från vänster Anna-Karin Hatt, Annie Lööf.
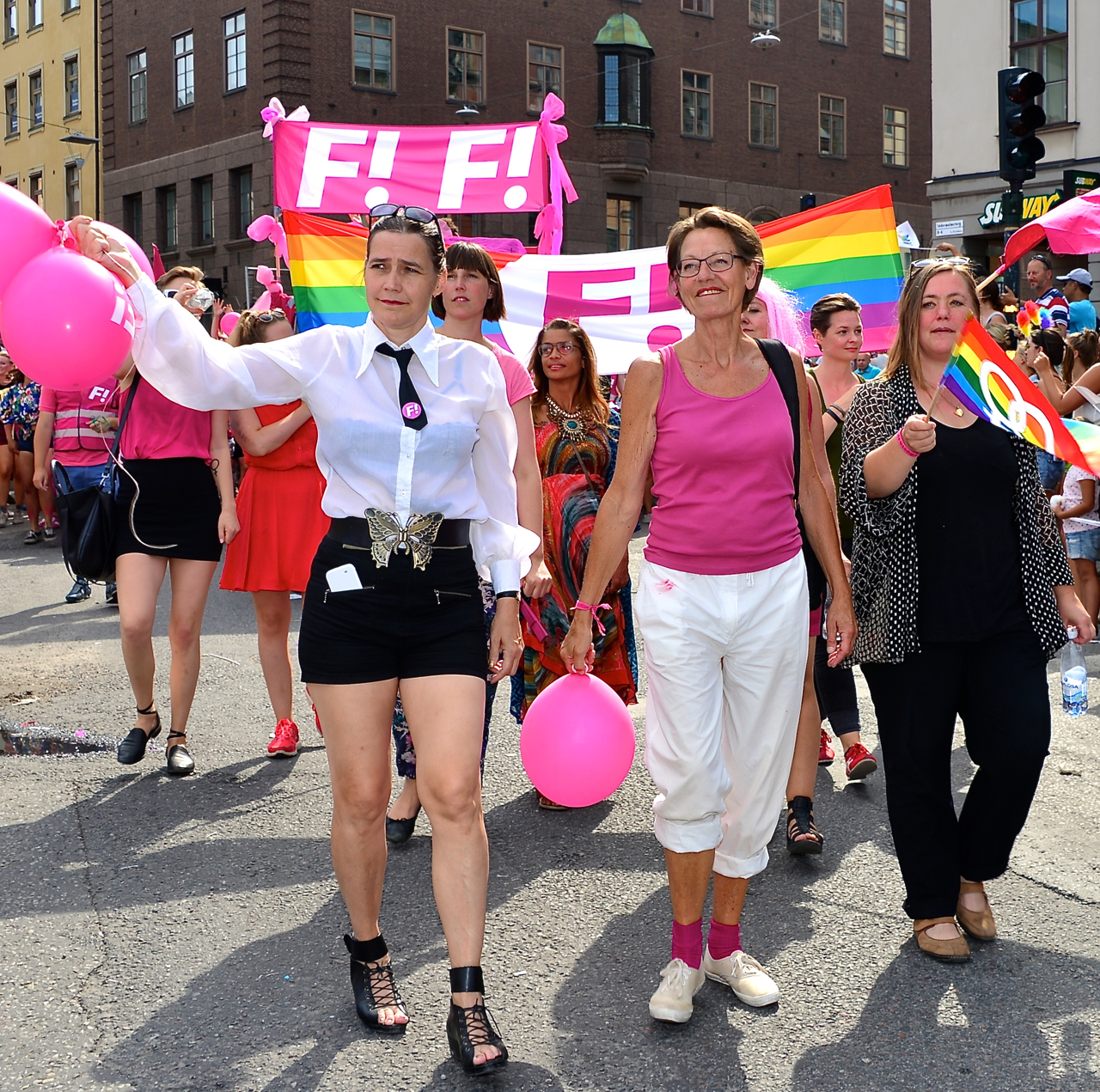
Feministiskt initiativ. Talespersonerna Stina Svensson till höger och Gudrun Schyman i mitten.
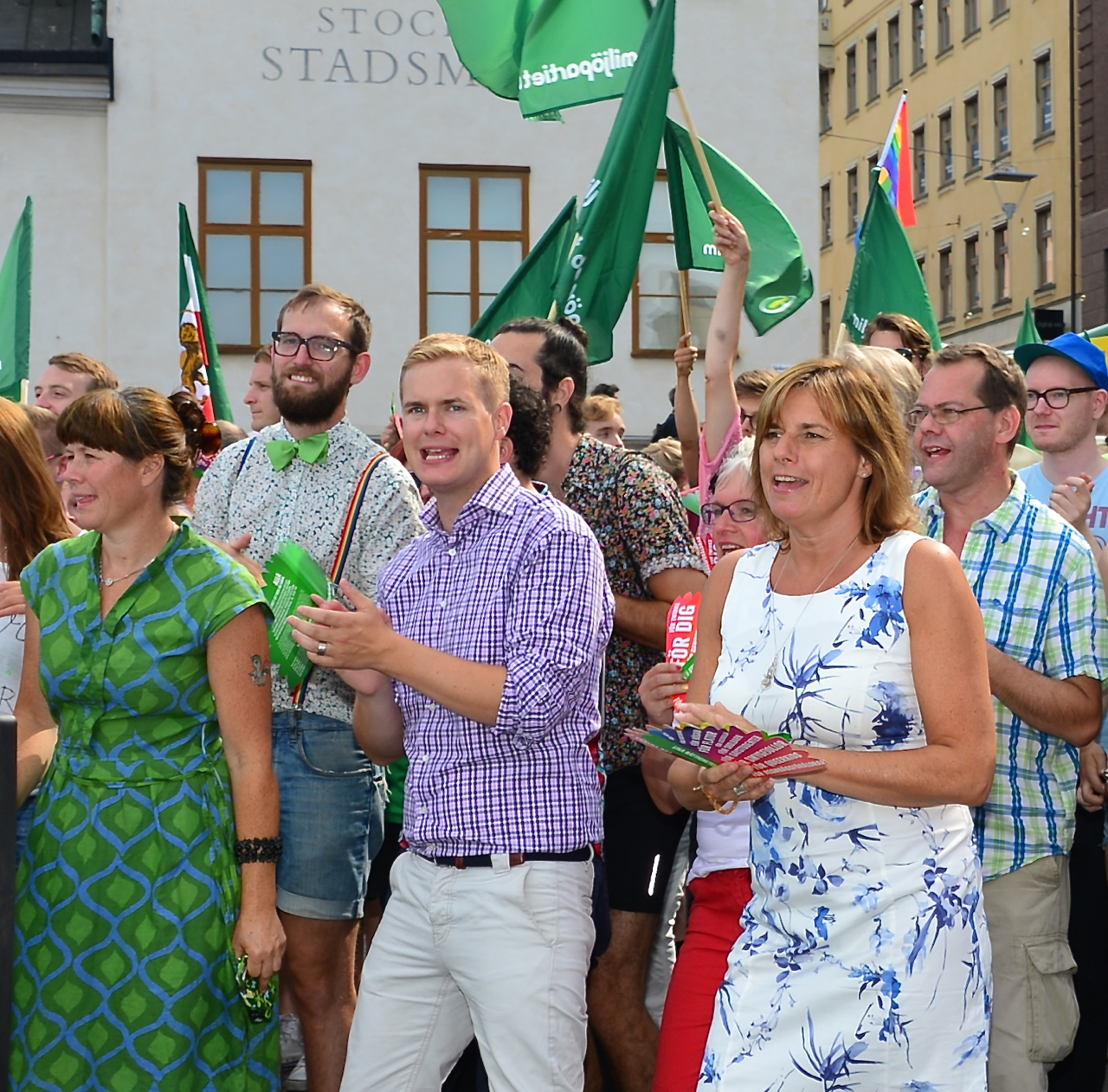
Miljöpartiet. Från vänster: Åsa Romson, Gustav Fridolin, Isabella Lövin, Ulf Holm.
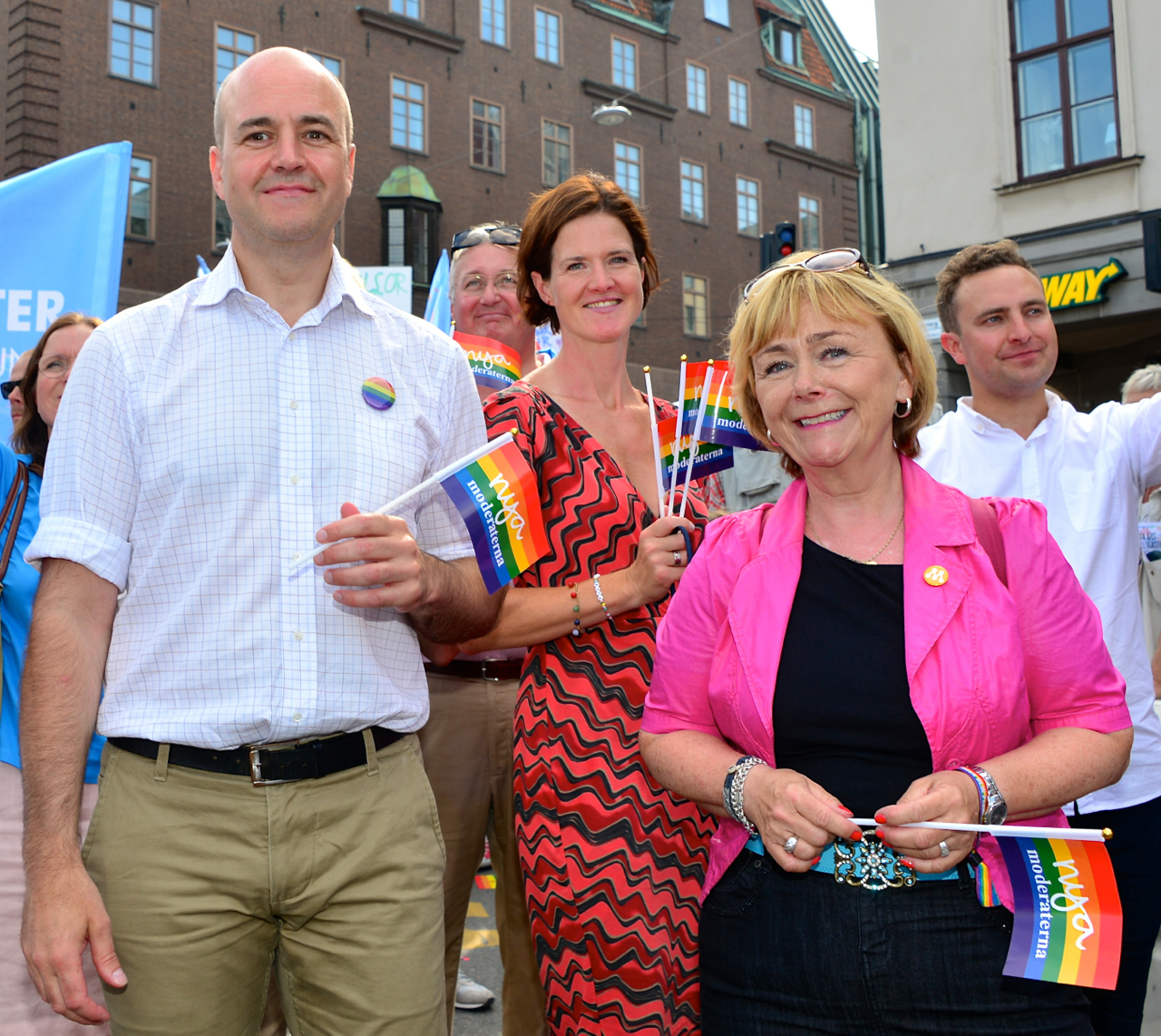
Moderaterna. Från vänster: Fredrik Reinfeldt, Anna Kinberg Batra, Beatrice Ask, Tomas Tobé. Sten Nordin i bakgrunden.
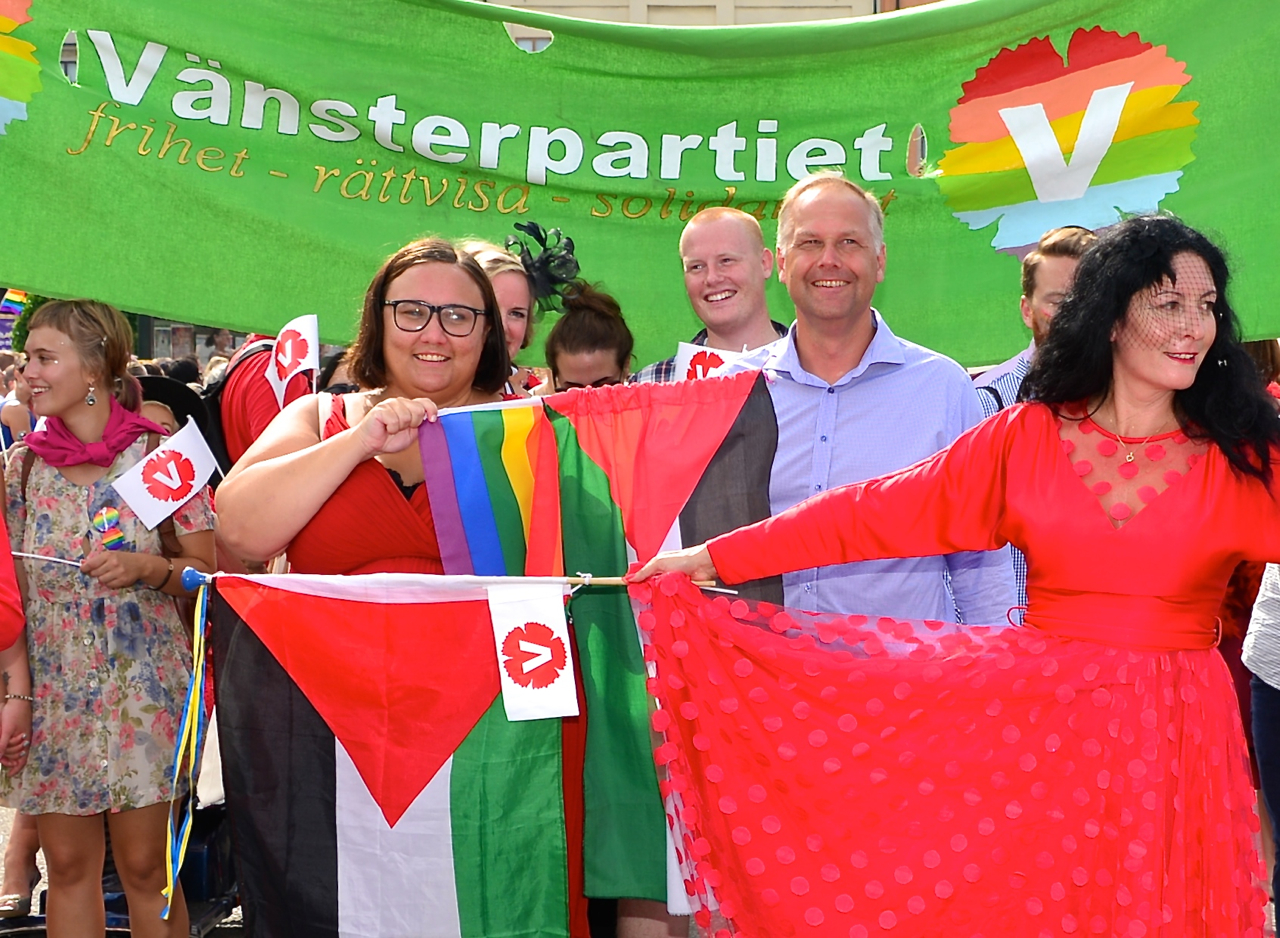
Vänsterpartiet. Från höger: Jeannette Escanilla, Jonas Sjöstedt, Stefan Lindborg.
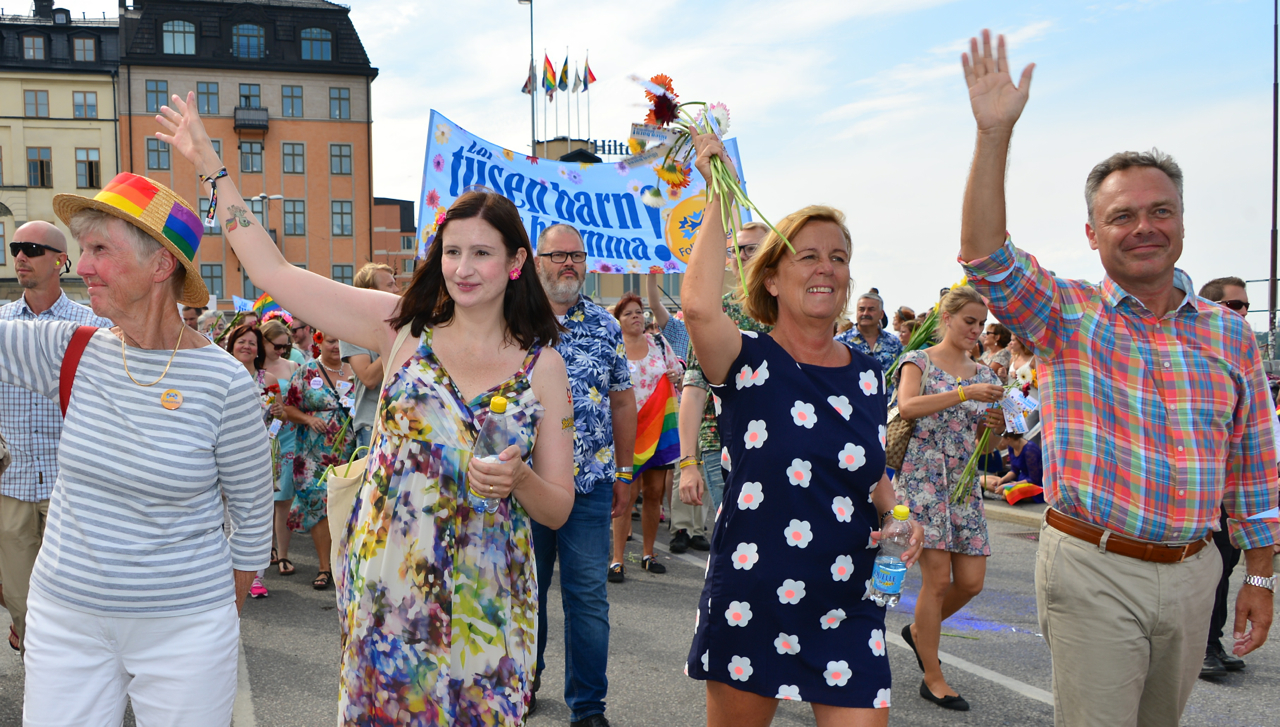
Folkpartiet. Från vänster: Barbro Westerholm, Birgitta Ohlsson, Maria Arnholm, Jan Björklund.